# Amata cymatilis
Amata cymatilis är en fjärilsart som beskrevs av Swinhoe 1892. Amata cymatilis ingår i släktet Amata och familjen björnspinnare. Inga underarter finns listade i Catalogue of Life.